# Jean-Victor Poncelet
Jean-Victor Poncelet (ur. 1 lipca 1788 w Metzu, zm. 22 grudnia 1867 w Paryżu) – francuski wojskowy, inżynier i naukowiec: matematyk oraz fizyk matematyczny, generał brygady wojsk inżynieryjnych. Członek Francuskiej Akademii Nauk (od 1834), profesor Uniwersytetu Paryskiego, a od 1848 r. komendant École polytechnique. Poncelet był jednym ze współtwórców geometrii rzutowej, formułując dla niej zasadę dualności (dwoistości) w 1822 roku.

## Życiorys

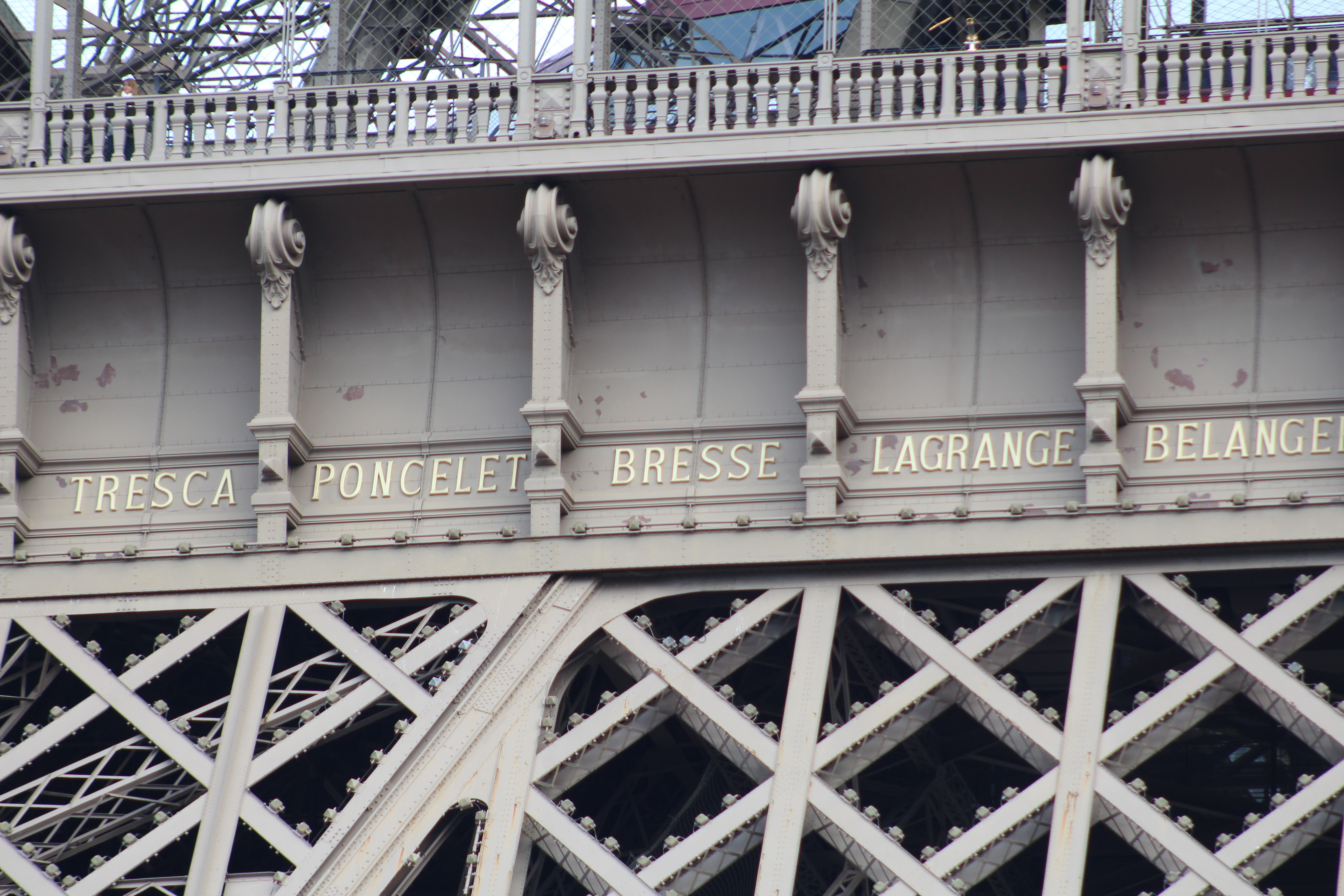
Nazwisko Ponceleta na Wieży Eiffla w Paryżu – drugie od lewej

Po ukończeniu liceum w Metz zdecydował się na karierę wojskową i w latach 1807-1812 studiował na Politechnice w Paryżu. W tym samym 1812 r. wstąpił do armii Napoleona i wziął udział w kampanii rosyjskiej.    
Autor prac z mechaniki teoretycznej; wprowadził jednostkę pracy mechanicznej (kilogramometr).
W 1853 został Wielkim Oficerem Legii Honorowej.
W 1863 odznaczony Pour le Mérite za Naukę i Sztukę.
Ustanowił również prestiżową nagrodę Ponceleta.

## Upamiętnienie
Jego nazwisko znajduje się na liście 72 nazwisk na wieży Eiffla.